# Eupteryx iranica
Eupteryx iranica är en insektsart som beskrevs av Rauno E. Linnavuori 1953. Eupteryx iranica ingår i släktet Eupteryx och familjen dvärgstritar.
Artens utbredningsområde är Iran. Inga underarter finns listade i Catalogue of Life.